# قائمة إضافات البنزين
تعمل إضافات البنزين( Petrol additives)على زيادة تصنيف مادة الأوكتان في البنزين، مما يسمح باستخدام نسب ضغط أعلى لتحقيق كفاءة و قوة أكبر، أو تعمل كمثبطات للتآكل أو مواد تشحيم. تشمل الإضافات الأخرى مثبطات المعادن والأكسجين ومضادات الأكسدة
بعض المواد المضافة ضارة و يتم تنظيمها أو حظرها في بعض البلدان.

## إضافات خيالية
- السكر ، كما ظهر في فيلم
- The Passionate Stranger (1957)ويعتقد على نطاق واسع أنه يسبب تلف المحرك. [1] [2] [3] [4] [5]

## المواد المضافة
- مواد مؤكسدة
  - الكحول:
    - الميثانول (MeOH)
    - الإيثانول (EtOH)؛ انظر أيضًا مخاليط وقود الإيثانول الشائعة
    - كحول الأيزوبروبيل (IPA)
    - n-بيوتانول (BuOH)
    - t-بيوتانول بدرجة البنزين (GTBA)

  - الإيثر:
    - ميثيل تيرت-بوتيل إيثر (MTBE)، والذي أصبح محظورًا الآن في العديد من ولايات الولايات المتحدة للاستخدام على الطرق بسبب تلوث المياه.

```
*** 
إيثر ميثيل أميل ثلاثي
 (TAME)
```

- -     - إيثر ميثيل هكسيل ثلاثي (THEME)
    - إيثر إيثيل ثلاثي بوتيل (ETBE)
    - إيثر إيثيل أميل ثلاثي (TAEE)
    - إيثر ثنائي إيزوبروبيل (DIPE)
- مضادات الأكسدة، مثبتات
  - هيدروكسي أنيسول بيوتيلي (BHA)
  - هيدروكسي تولوين بيوتيلي (BHT)
  - 2-تيرت-بوتيلفينول
  - 3-تيرت-بوتيلفينول
  - 4-تيرت-بوتيلفينول
  - 2,4-ثنائي ميثيل-6-تيرت-بوتيلفينول
  - 2,6-ثنائي-تيرت-بوتيلفينول (2,6-DTBP)
  - 2,4,6-Tri-tert-butylphenol (2,4,6-TTBP)
  - tert-Butylhydroquinone (TBHQ)
  - p-Phenylenediamine
  - N,N'-Di-2-butyl-1,4-phenylenediamine
  - ثنائي أمين الإيثيلين
- منظفs; انظر أيضًا Top Tier Detergent Gasoline
  - Aminess aka "nitrogen rich"
    - Polybuteneamine (PBA)
    - Polyetheramine (PEA); انظر أيضًا Techron
    - Polyisobutyleneamine (PIBA)
- مانع خبطs
  - رباعي إيثيل الرصاص (TEL)، والآن محظور في كل مكان تقريبًا بسبب تسببه في تلف الدماغ.
  - ميثيل حلقي بنتاديينيل ثلاثي كربونيل المنغنيز (MMT) هي مادة سامة للأعصاب ومميتة إذا تم ابتلاعها/استنشاقها وتسبب تسمم المنجنيز.[6] وقد تستدعي الاختبار و حظر الإضافات الضارة. و تقوم الوكالة أيضًا بمراجعة الفوائد الصحية والاقتصادية الصافية لسياسات قانون الهواء النظيف بشكل منتظم. [7]

و ينص القانون الأمريكي أيضًا على إضافة إضافات التحكم في الرواسب (DCAs) إلى جميع أنواع البنزين. هذا النوع من المواد المضافة هو مادة منظفة تعمل كعامل تنظيف في الممرات الصغيرة في المكربن أو حاقنات الوقود . وهذا بدوره يعمل على ضمان خليط متناسق من الهواء والوقود مما يساهم في تحسين استهلاك الوقود .